# 普雷斯顿 (明尼苏达州)
普雷斯頓（英語：Preston）是一個位於美國明尼蘇達州菲爾莫爾縣的都市。根據2010年美國人口普查，該地共人口1325人，而該地的面積約為6.35平方千米。同時該地也是菲爾莫爾縣的縣治。

## 地理
普雷斯頓的座標為43°40′21″N 92°04′58″W / 43.67250°N 92.08278°W，而該地的平均海拔高度為292米（即958英尺）。